# 大野直志
大野 直志(おおの なおし）は、青森県十和田市出身の元自転車競技選手で、現在は高等学校教員。

## 来歴
青森県立十和田工業高等学校時代に弓道部を経て、同校の「自転車愛好会」に加入したことがきっかけとなって自転車競技へと取り組むようになった。東北学院大学に進学後は、全日本大学対抗選手権自転車競技大会（インカレ）などで優勝を経験。その後日本鋪道に加入。同チーム在籍時代は、全日本アマチュア自転車競技選手権大会（全アマ）や国民体育大会などで優勝を経験した。
その後、1993年に青森県立八戸工業高等学校（八戸工高）の実習助手となったため日本鋪道を退団し、チームFETラバネロに転じた。1994年のツール・ド・北海道において、総合優勝と個人総合ポイント賞を併せて獲得。なお、同レースの個人総合ポイント賞については、日本鋪道時代から通算して4回獲得した。また、トラックレースの国際大会、UCIトラックワールドカップクラシックスにおいて、1993年のコペンハーゲン大会におけるエリミネーション競走で2位、同じく1995年のアデレード大会におけるポイントレースで3位に入った。
2001年、青森県教育委員会が導入したスポーツ特別選考により、同県の高等学校教員として採用された。以後、八戸工高教諭並びに同校自転車競技部の監督として活動している。